# Суслонгер
Сусло́нгер (луговомар. Сӱзлэҥер) — посёлок городского типа в Звениговском районе Республики Марий Эл России. Административный центр одноимённого городского поселения.

## География
Посёлок расположен в 43 км к северо-востоку от города Звенигово. Железнодорожная станция на линии Зелёный Дол — Яранск. Начальный пункт ведомственной Юшутской железной дороги.

## История
Посёлок основан в 1927 году в период строительства железной дороги Зелёный Дол — Краснококшайск. С 1942 года рабочий посёлок в составе Семеновского района.
В окрестностях посёлка, на озере Серебряном, в годы Великой Отечественной войны располагался Суслонгерский учебный лагерь, печально известный преступно халатным руководством, продававшим продукты питания, вследствие чего условия обучения в лагере были крайне тяжёлыми, имелись умершие от голода курсанты.
Долгое время Суслонгер являлся начальным пунктом ведомственной Юшутской железной дороги на Мочалище — Зеленогорск — одной из крупнейших в регионе. На 2010 год не действует.
До 1943 года здесь находился лагерь военнопленных № 100. Известно, что были пленные финны (по материалам архива Управления по делам военнопленных и интернированных лиц СССР).
В 1959 году посёлок вошёл в состав Звениговского района. В 1962 году в посёлке образован шиноремонтный завод. В 1968 году в Суслонгере построен лесокомбинат, ставший одним из крупнейших предприятий лесопереработки в республики. В начале 1970-х годов началось строительство Суслонгерского гидролизно-дрожжевого завода.
В соответствии с Законом Республики Марий Эл от 18 июня 2004 года № 15-З «О статусе, границах и составе муниципальных районов, городских округов в Республике Марий Эл» посёлок становится административным центром городского поселения Суслонгер в составе Звениговского муниципального района, включающего также посёлок Мочалище.

## Население
| 1959  | 1970  | 1979  | 1989  | 2002  | 2009  | 2010  |
| ----- | ----- | ----- | ----- | ----- | ----- | ----- |
| 4700  | ↘2800 | ↗3655 | ↗4137 | ↘3642 | ↘3390 | ↘3161 |
| 2012  | 2013  | 2014  | 2015  | 2016  | 2017  | 2018  |
| ↘3139 | ↘3121 | ↘3091 | ↘3027 | ↘2963 | ↘2882 | ↘2829 |
| 2019  | 2020  | 2021  | 2023  |       |       |       |
| ↘2776 | ↘2734 | ↘2693 | ↘2637 |       |       |       |

## Инфраструктура
В посёлке имеются МОУ «Суслонгерская средняя общеобразовательная школа» (основана в 1931 году), 2 детских сада «Лесная сказка» и «Алёнушка», врачебная амбулатория, дом культуры, отделение почтовой связи № 425050, пожарная часть № 42.

## Достопримечательности
- В окрестностях — озеро Серебряное (Пошым Ер).
- Остатки военно-полевой узкоколейки (насыпь и выемки), связывавшей учлаг с железнодорожной станцией.
- Системы осыпавшихся окопов.

## Известные жители
Победоносцев Ростислав Александрович (1917—1968) — советский организатор здравоохранения, врач-хирург. Основатель и главный врач Суслонгерской поселковой больницы Звениговского района Марийской АССР (1939―1943, 1946―1968). Заслуженный врач Марийской АССР (1965). Участник Великой Отечественной войны, дважды кавалер ордена Красной Звезды.